# مسجد حسن باشا جزايرلي (بلاتاني)
مسجد حسن باشا جزايرلي (باليونانية: Γαζί Χασάν Πασά Τζαμί)‏، (بالتركية: Gazi Hasan Paşa Camii)‏: هو مسجد يعود تاريخه إلى العصر العثماني في جزيرة كوس في بحر إيجة، في اليونان. تم بناؤه في القرن الثامن عشر، ويخدم المجتمع التركي المسلم في كوس، باعتباره واحدًا من مسجدين من أصل خمسة مساجد عثمانية لا تزال تعمل ومفتوحة للصلاة في كوس، والآخر هو مسجد الدفتردار (كوس). وهو أيضًا أحد المسجدين في كوس اللذين سُميا باسم حسن باشا جزايرلي، والآخر هو الموجود في مدينة كوس.

## التاريخ
تم بناء المسجد في 1778 أو بين عامي 1784 و1785، في قرية بلاتاني في كوس من قبل حسن باشا جزايرلي، من المرجح أن يكون في موقع مبنى سابق. تعرض المسجد، وخاصة مئذنته، لأضرار بالغة بسبب زلزال 1933، وتم إصلاحه بعد ذلك من قبل الإيطاليين، الذين سيطروا على كوس في ذلك الوقت. وقد تعرض لمزيد من الضرر خلال زلزال بحر إيجة 2017، حيث تم الإعلان عن خطط لترميمه على نطاق واسع.